# 徐博
徐博（1435年—？），字德宏，直隸蘇州府嘉定縣人，明朝政治人物。進士出身。

## 生平
應天府鄉試第八十四名。成化二年（1466年）丙戌科會試第三百三十一名，殿試登進士第三甲第一百二十一名。

## 家族
曾祖徐俊傑。祖父徐子英。父亲徐述。